# Supernova
A Supernova (elődjei: Dziesma 2013-2014, Eirodziesma 2000-2012) egy 2015 óta évente megrendezett zenei fesztivál Lettországban. A verseny szervezője a Latvijas Televīzija. A Supernova győztese képviselheti Lettországot az Eurovíziós Dalfesztiválon.

## Története
Lettország 2000-ben debütált az Eurovíziós Dalfesztiválon és azóta megszakítás nélkül neveztek indulót minden évben. Eddig egy alkalommal arattak győzelmet, 2002-ben, amikor a versenyt a szomszédos Észtországban tartották. A 2004-ben bevezetett elődöntők óta az ország csupán hétszer kvalifikálta magát a döntőbe.
2000 és 2012 között az Eirodziesma (magyarul: Eurodal) elnevezésű műsorral, majd 2013-ban és 2014-ben a Dziesma volt az ország nemzeti döntője. 2015-ben került bevezetésre Supernova. Eleinte két bemutatkozó show-t, két selejtezőt, egy elődöntőt és egy döntőt rendeztek. 2018-ban a selejtezőket elődöntőkre cserélték, eleinte három, majd 2019-ben két elődöntőt tartottak. 2020-ban csupán egy döntőt rendeztek, 2021-ben pedig nem került megrendezésre a dalverseny, ugyanis az előző év győztese, Samanta Tīna az elmaradt Eurovíziós Dalfesztivál miatt új lehetőséget kapott, hogy képviselje hazáját. 2022-től egy elődöntő és a nagy döntő a műsor felállása.

## Győztesek

### Eirodziesma
| Év   | Előadó             | Dal                 | Szerző(k)                                                     | Döntő                   | Pontszám                | Elődöntő             | Pontszám             |
| ---- | ------------------ | ------------------- | ------------------------------------------------------------- | ----------------------- | ----------------------- | -------------------- | -------------------- |
| 2000 | Brainstorm         | My Star             | Renārs Kaupers                                                | 3.                      | 136                     | Nem volt elődöntő    | Nem volt elődöntő    |
| 2001 | Arnis Mednis       | Too Much            | Arnis Mednis Gustavs Terzens                                  | 18.                     | 16                      | Nem volt elődöntő    | Nem volt elődöntő    |
| 2002 | Marie N            | I Wanna             | Marats Samauskis Marija Naumova                               | 1.                      | 176                     | Nem volt elődöntő    | Nem volt elődöntő    |
| 2003 | F.L.Y.             | Hello From Mars     | Lauris Reiniks Mārtiņš Freimanis                              | 24.                     | 5                       | Nem volt elődöntő    | Nem volt elődöntő    |
| 2004 | Fomins és Kleins   | Dziesma par laimi   | Guntars Račs Tomass Kleins                                    | Nem jutott be a döntőbe | Nem jutott be a döntőbe | 17.                  | 23                   |
| 2005 | Walters és Kazha   | The War Is Not Over | Mārtiņš Freimanis                                             | 5.                      | 153                     | 10.                  | 85                   |
| 2006 | Cosmos             | I Hear Your Heart   | Andris Sējāns Guntars Račs Molly-Ann Leikin Reinis Sējāns     | 16.                     | 30                      | Automatikusan döntős | Automatikusan döntős |
| 2007 | Bonaparti.lv       | Questa notte        | Francesca Russo Kjell Jennstig Torbjörn Wassenius             | 16.                     | 54                      | 5.                   | 168                  |
| 2008 | Pirates of The Sea | Wolves of The Sea   | Claes Andreasson Johan Sahlen Jonas Liberg Torbjörn Wassenius | 12.                     | 83                      | 6.                   | 86                   |
| 2009 | Intars Busulis     | Probka              | Janis Elsbergs Karlis Lacis Sergej Timofejev                  | Nem jutott be a döntőbe | Nem jutott be a döntőbe | 19.                  | 7                    |
| 2010 | Aisha              | What For?           | Guntars Račs Jānis Lūsēns                                     | Nem jutott be a döntőbe | Nem jutott be a döntőbe | 17.                  | 11                   |
| 2011 | Musiqq             | Angel in Disguise   | Marats Ogļezņevs                                              | Nem jutott be a döntőbe | Nem jutott be a döntőbe | 17.                  | 25                   |
| 2012 | Anmary             | Beautiful Song      | Ivars Makstnieks Rolans Ūdris                                 | Nem jutott be a döntőbe | Nem jutott be a döntőbe | 16.                  | 17                   |

### Dziesma
| Év   | Előadó      | Dal          | Szerző(k)                   | Döntő                   | Pontszám                | Elődöntő | Pontszám |
| ---- | ----------- | ------------ | --------------------------- | ----------------------- | ----------------------- | -------- | -------- |
| 2013 | PeR         | Here We Go   | Arturas Burke Ralph Eilands | Nem jutott be a döntőbe | Nem jutott be a döntőbe | 17.      | 13       |
| 2014 | Aarzemnieki | Cake to Bake | Guntis Veilands             | Nem jutott be a döntőbe | Nem jutott be a döntőbe | 13.      | 33       |

### Supernova
| Év   | Előadó            | Dal               | Szerző(k)                                                                            | Döntő                   | Pontszám                | Elődöntő           | Pontszám           |
| ---- | ----------------- | ----------------- | ------------------------------------------------------------------------------------ | ----------------------- | ----------------------- | ------------------ | ------------------ |
| 2015 | Aminata           | Love Injected     | Aminata Savadogo Kaspars Ansons                                                      | 6.                      | 186                     | 2.                 | 155                |
| 2016 | Justs             | Heartbeat         | Aminata Savadogo                                                                     | 15.                     | 132                     | 8.                 | 132                |
| 2017 | Triana Park       | Line              | Agnese Rakovska Kristaps Ērglis Kristians Rakovskis                                  | Nem jutott be a döntőbe | Nem jutott be a döntőbe | 18.                | 21                 |
| 2018 | Laura Rizzotto    | Funny Girl        | Laura Rizzotto                                                                       | Nem jutott be a döntőbe | Nem jutott be a döntőbe | 12.                | 106                |
| 2019 | Carousel          | That Night        | Mārcis Vasiļevskis Sabīne Žuga                                                       | Nem jutott be a döntőbe | Nem jutott be a döntőbe | 15.                | 50                 |
| 2020 | Samanta Tīna      | Still breathing   | Aminata Savadogo Samanta Tīna                                                        | Elmaradt a verseny      | Elmaradt a verseny      | Elmaradt a verseny | Elmaradt a verseny |
| 2022 | Citi Zēni         | Eat Your Salad    | Dagnis Roziņš Jānis Pētersons Jānis Jačmenkins Roberts Memmēns                       | Nem jutott be a döntőbe | Nem jutott be a döntőbe | 14.                | 55                 |
| 2023 | Sudden Lights     | Aijā              | Andrejs Reinis Zitmanis Kārlis Matīss Zitmanis Kārlis Vārtiņš Mārtiņš Matīss Zemītis | Nem jutott be a döntőbe | Nem jutott be a döntőbe | 11.                | . 34               |
| 2024 | Dons              | Hollow            | Artūrs Šingirejs Kate Northrop Liam Geddes                                           | 16.                     | 64                      | 7.                 | 72                 |
| 2025 | Tautumeitas       | Bur man laimi     | Asnate Rancāne Aurēlija Rancāne Elvis Lintiņš Gabriēla Zvaigznīte Laura Marta Līcīte | 13.                     | 158                     | 2.                 | 130                |
| 2026 | 2026. február 14. | 2026. február 14. |                                                                                      |                         |                         |                    |                    |

## Lásd még
- Supernova 2020
- Eurovíziós Dalfesztivál
- Lettország az Eurovíziós Dalfesztiválokon